# Veolia Transport
Veolia è stata una società francese specializzata nel trasporto pubblico, del gruppo Veolia Environnement. Gestiva reti urbane ed extraurbane, sia su ferro sia su gomma, oltre a reti marittime.
Era presente in ventotto Stati, soprattutto in Europa, Nord America, Cina, India e Australia.
Nel 2008 i dipendenti erano 83.654, i viaggi effettuati 2,63 miliardi e i mezzi utilizzati 40.675.

## La fusione con Transdev
Nel marzo 2011 Transdev e Veolia Transport fondano una nuova società Veolia Transdev detenuta in quote paritarie da Veolia Environment e dalla Caisse des dépôts et consignations dello Stato francese.
Veolia Transdev è stato il primo operatore mondiale gestore di trasporto pubblico.

## Trenitalia-Veolia Transdev
Nel 2011, l'impresa ferroviaria ha costituito con Trenitalia, del gruppo Ferrovie dello Stato, la società di diritto francese Trenitalia-Veolia Transdev (TVT), poi ridenominata Thello (divenuta Trenitalia France a fine 2021), che effettua un servizio ferroviario notturno tra la stazione di Parigi Lione e la stazione di Venezia Santa Lucia, e uno diurno tra le stazioni di Milano Centrale, Nizza Città e Marsiglia Saint-Charles.